# Mari Kotani
Pour les articles homonymes, voir Kotani.
Mari Kotani (小谷 真理, Kotani Mari) née à Toyama en 1958 est une critique féministe de science fiction japonaise. Elle est connue en tant qu'autrice d'Evangelion as the Immaculate Virgin, un livre qui analyse de la série Neon Genesis Evangelion et de Joseijou muishiki: techno-gynesis josei SF-ron josetsu, (Techno-Gynesis : l'inconscient politique de la science-fiction féministe). Elle est lauréate du 15e Nihon SF Taisho Award.
Elle est l'une des fondatrices du prix Sense of Gender (l'équivalent japonais du prix Otherwise) en 2001, et de l'Association japonaise de science-fiction et de fantaisie féministes.

## Biographie
Mari Kotani naît à Toyama en 1958.
Elle participe à la création du prix Sense of Gender en 2001 et de l'Association japonaise de science-fiction et de fantasy féministes.
Elle est maintenant présidente du comité japonais des autrices de l'association d'écrivains PEN et membre des Auteurs de Science-Fiction du Japon.

## Action en justice pour «harcèlement textuel»
En 1997, la maison d'édition japonaise Media Works publie un livre de référence, Alternative Culture, contenant un article prétendant que le livre Evangelion as the Immaculate Virgin, écrit sous le nom de Mari Kotani, serait en fait un pseudonyme pour son mari Takayuki Tatsumi, professeur d'anglais à l'Université de Keio. Mari Kotani porte plainte, mais est ignorée. Elle poursuit alors l'auteur de l'article, Hiroo Yamagata, l'éditeur, et Shufu-no-Tomo-sha, le distributeur du livre, pour ce qu'elle qualifie de « harcèlement textuel ». Le procès est largement soutenu par les écrivains japonais. Le Japan PEN Club crée un comité des femmes écrivaines, avec la critique féministe Kazuko Saegusa comme présidente et Kotani comme sous-présidente.
En 2001, les accusés ont été condamnés à payer à Kotani 3 300 000 yens (environ 26 000 euros) et à publier des excuses sur la première page de leurs sites Web respectifs.

## Cosplay
S'il n'est pas établi que Kotani ait été la première cosplayeuse au Japon, elle est le premier exemple documenté de cosplay d'anime et de manga dans ce pays. Elle assiste à une soirée costumée lors de la 17e convention de science-fiction Nihon SF Taikai, également connue sous le nom d'« Ashinocon », en 1978, portant un costume basé sur la couverture du roman d'Edgar Rice Burroughs, A Fighting Man of Mars (Le Guerrier de mars),. Ce costume a parfois été présenté à tort comme un costume de Triton (du manga Triton of the Sea) en raison de sa similitude visuelle et parce que Kotani était connue à l'époque comme membre du fan club TRITON. Elle était l'une des vingt personnes présentes à l'événement portant un costume ; les autres étaient soit membres du même fan club de Triton of the Sea, soit de Kansai Entertainers (西芸人人, Kansai Geinin), l'ancêtre du studio d'animation Gainax. Bien qu'il s'agisse d'une fête costumée, la plupart des participants portaient des vêtements ordinaires.
En 2003, elle crée la récompense annuelle Kotani Cup « pour célébrer les meilleurs cosplayers à la convention nationale japonaise de SF ».